# Diane Elson

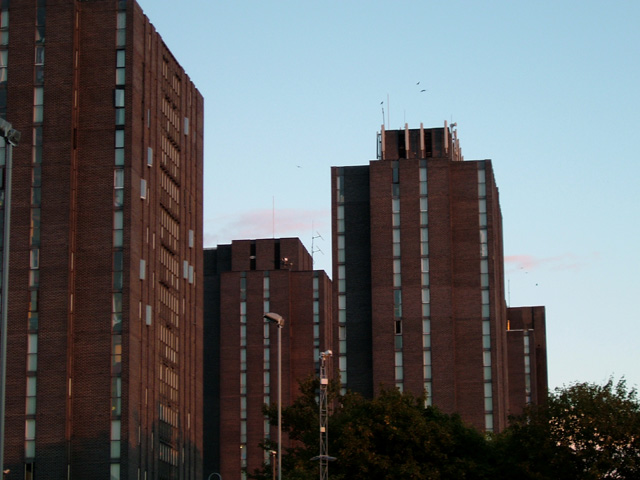
Wivenhoe Parque, Universidad de Essex

Diane Rosemary Elson (Bedworth, 20 de abril de 1946) es una economista británica, socióloga e investigadora social sobre género y desarrollo.

## Biografía
Elson se graduó en filosofía, política y economía en St Hilda's College (Oxford), y obtuvo su doctorado en economía en la Universidad de Mánchester en 1994.
Es profesora emérita de sociología en la Universidad de Essex y profesora de estudios de desarrollo en la Universidad de Mánchester.

## Trayectoria
Comenzó su carrera como ayudante de investigación en el Instituto de Estudios de la Commonwealth y la Universidad St. Antony College en Oxford, donde estuvo entre 1968 y 1971. Ese último año pasó a trabajar como profesora adjunta en el departamento de economía de la Universidad de York, pero a los pocos años cambió la docencia por la investigación en el Instituto de Estudios de Desarrollo, Universidad de Sussex hasta 1977.
Posteriormente prosiguió su trabajo vinculada a la Universidad de Mánchester donde fue profesora temporal, consultora a tiempo parcial, profesora residente honoraria (1984-1985) dentro del Centro de Desarrollo Internacional y Departamento de Sociología, de la misma universidad, así como conferenciante y profesora de estudios económicos y estudios de desarrollo hasta 1998.
Elson es reconocida por su trabajo sobre desarrollo y derechos humanos. Sus líneas de investigación se centran en el cambio social global y la realización de los derechos humanos, con especial interés en la desigualdad de género y derechos económicos y sociales.
Fue consultora del Fondo de Desarrollo de las Naciones Unidas para la Mujer (UNIFEM) durante el período 1998-2000, a la vez que perteneció al Grupo de Trabajo de las Naciones Unidas sobre los Objetivos de Desarrollo del Milenio. Desarrolló diversas metodologías para la incorporación de la perspectiva de género en los presupuestos, así como más adelante en los Objetivos de Desarrollo Sostenible (ODS).
Trabajó como investigadora en el Centro de investigación Económico y Social de Reino Unido de 2008 a 2010. Fue una de las pioneras del análisis de género de los presupuestos públicos, sobre el que ha publicado varios artículos en revistas, capítulos de libros e informes y preside el Women's Budget Group de Reino Unido. una organización sin ánimo de lucro que vigila el impacto de las políticas gubernamentales en los hombres y las mujeres. Proponen políticas igualitarias y fomentan la capacidad de las mujeres y los grupos de mujeres para participar en los debates económicos.
Un capítulo sobre su trabajo está incluido en Fifty Key Thinkers on Development (editado por D. Simon, y publicado por Routledge en 2006). Fue editora de Male Bias in the Development Process (1995); coeditó números especiales de World Development sobre Género, Ajuste y Macroeconomía (1995); Crecimiento, Comercio, Finanzas y Desigualdad de Género (2000) y el Informe de UNIFEM sobre el Progreso de las Mujeres en el Mundo (2000).
Es autora de los libros Male Bias in the Development Process, y Budgeting for Women's Rights: Monitoring Government Budgets for Compliance with CEDAW (Concepts and Tools), y de muchas otras publicaciones y artículos.
Tras ser profesora de Sociología en la Universidad de Essex del 2000 al 2012, pasó a ser profesora emérita
Desde 2012 es asesora de ONU Mujeres y tras su jubilación en 2018 sigue participando en numerosos eventos y conferencias.
Ganó el premio Leontief en 2016, junto con Amit Bhaduri.

## Ideas
Entre sus propuestas, Diane Elson plantea «socializar el mercado», con lo cual se busca «superar las barreras al intercambio de información que existen cuando los mercados son de carácter privado». Según Elson, esto se lograría al socializar la información sobre «productividad, costos de producción e innovaciones» entre empresas públicas autogestionadas o cooperativas. De esta manera, el mercado se conjugaría con una economía democráticamente planificada.

## Obra

### Libros
- Elson, Diane; Streeten, Paul (1971). Elson, Diane; Streeten, Paul (1971). Diversification and development: the case of coffee. New York London: Praeger (Pall Mall Press). ISBN 9780275281915.
- Elson, Diane (1979). Value: the representation of labour in capitalism. London Atlantic Highlands, N.J: CSE Books Humanities Press. 1979. ISBN 9780906336083.
- Elson, Diane; Pearson, Ruth (1989). Elson, Diane; Pearson, Ruth (1989). Women's employment and multinationals in Europe. Basingstoke England: Macmillan. ISBN 9780333438770.
- Elson, Diane (1995). Male bias in the development process (contemporary issues in development studies). Manchester New York New York: Manchester University Press (USA and Canada – St. Martin's Press). 1995. ISBN 9780719042300.
- Elson, Diane; Balakrishnan, Radhika (2011). Elson, Diane; Balakrishnan, Radhika (2011). Economic policy and human rights: holding governments to account. London New York: Zed Books, Palgrave Macmillan. ISBN 9781848138759.
- Elson, Diane; Jain, Devaki (2011). Elson, Diane; Jain, Devaki (2011). Harvesting feminist knowledge for public policy rebuilding progress. New Delhi Thousand Oaks, Calif. Ottawa, ON: SAGE International Development Research Centre. ISBN 9788132107415.
- Elson, Diane; Fukuda-Parr, Sakiko; Vizard, Polly (2012). Elson, Diane; Fukuda-Parr, Sakiko; Vizard, Polly (2012). Human rights and the capabilities approach: an interdisciplinary dialogue. Milton Park, Abingdon, Oxon New York: Routledge. ISBN 9780415681032.

### Capítulos en libros
- Elson, Diane (2004), «Human rights and corporate profits: the UN global compact – part of the solution or part of the problem?», Global tensions: challenges and opportunities in the world economy, New York: Routledge, pp. 200-214, ISBN 9780415934411.
- Elson, Diane; Balakrishnan, Radhika (2011), «Introduction: economic policies and human rights obligations», Economic policy and human rights: holding governments to account, London New York: Zed Books, Palgrave Macmillan, pp. 1-27, ISBN 9781848138759.
- Elson, Diane; Aydiner-Avsar, Nursel (2011), «Human rights and public expenditure in Mexico», Economic policy and human rights: holding governments to account, London New York: Zed Books, Palgrave Macmillan, pp. 73-98, ISBN 9781848138759.
- Elson, Diane; Aydiner-Avsar, Nursel (2011), «Trade policy and human rights obligations of the USA: NAFTA», Economic policy and human rights: holding governments to account, London New York: Zed Books, Palgrave Macmillan, pp. 119-221, ISBN 9781848138759.
- Elson, Diane (2015), «Women's empowerment and environmental sustainability in the context of international UN agreements», Why women will save the planet, London: Zed Books, pp. 11-20, ISBN 9781783605804.

- Elson, Diane; Pearson, Ruth (1980). The latest phase of the internationalisation of capital and its implications for women in the third world (discussion paper). Institute of Development Studies at the University of Sussex.
- Womens work – womens lives. Third World First. 1984.
- «Market socialism or socialization of the market?». New Left Review 172 (The economy of socialism). November–December 1988. Consultado el 1 de mayo de 2014.
- Budgeting for women's rights: monitoring government budgets for compliance with CEDAW (a summary guide for policy makers, gender equality and human rights advocates). UN Women Headquarters: UNIFEM (UN Women). 2006. Pdf version
- Be outraged: there are alternatives. Oxfam. 2012. Pdf version